# Thé à Taïwan

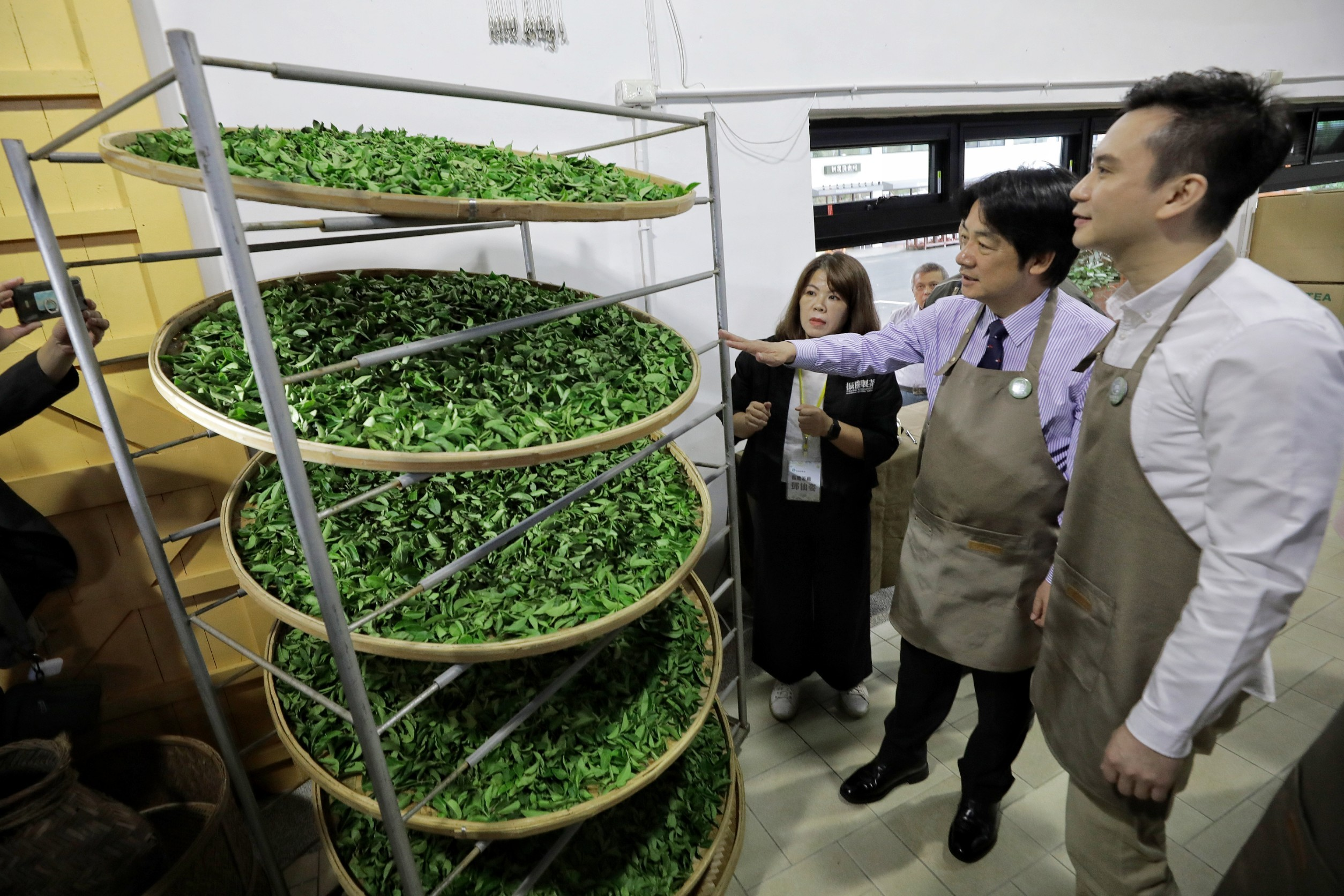
William Lai en visite officielle dans une usine de transformation du thé, novembre 2020.

L'histoire du thé à Taïwan commence au milieu du 19e siècle avec l'introduction de théiers venus de Chine continentale. D'abord terre d'exportation de thé noir à destination des marchés américain et anglais, russe et turc et de thé vert à destination du marché japonais, Taïwan se tourne au milieu des années 1970 vers la production de grands crus de oolong consommés sur le marché intérieur.
Ce changement de paradigme laisse la possibilité à Taïwan de développer sa propre culture du thé, marquée des influences chinoises et de la colonisation japonaise.

## Histoire

### 1624 à 1895: la mise en place d'une culture du thé
Les colons de la compagnie néerlandaise des Indes orientales, établis sur l'île à partir de 1624, entrevoient le potentiel d'exploitation du thé sur Taïwan, mais sont expulsés de l'île par la Chine en 1661, avant d'avoir pu mettre cette idée à profit. L'administration chinoise trouve en 1697 la présence de théiers sauvages, localement consommés en infusions. De 1796 à 1820, quelques tentatives de transplantion de théiers provenant de Fujian sont expérimentées dans le Nord de l'île.
Les premiers cultivars à destination, provenant des monts Wuyi, sont introduits en 1855 par Lin Fengchi (zh), fonctionnaire à Taïwan. Ces cultivars donneront le oolong taïwanais « du pic glacé ».Quelques années plus tard, le comprador chinois Li Chunsheng (en) et le commerçant anglais John Dodd (en), impulse une production locale de thé : ils encouragent les paysans à acheter des graines de cultivars venus d'Anxi, notamment ceux donnant du tieguanynin, et organise la transformation de la récolte entièrement sur place en invitant sur l'île des spécialistes du thé venus du Fujian. La première exportation a lieu en 1869, vers New York, sous l'appellation « Oolong de Formose ». Cinq autres marques mixtes comprador/occidental voient le jour et se regroupent sous l'appellation thé de Formose ; elles sont toutes alors situées à Dadaocheng (en), dans l'actuel district de Datong.

### 1895 à 1945: la colonisation japonaise

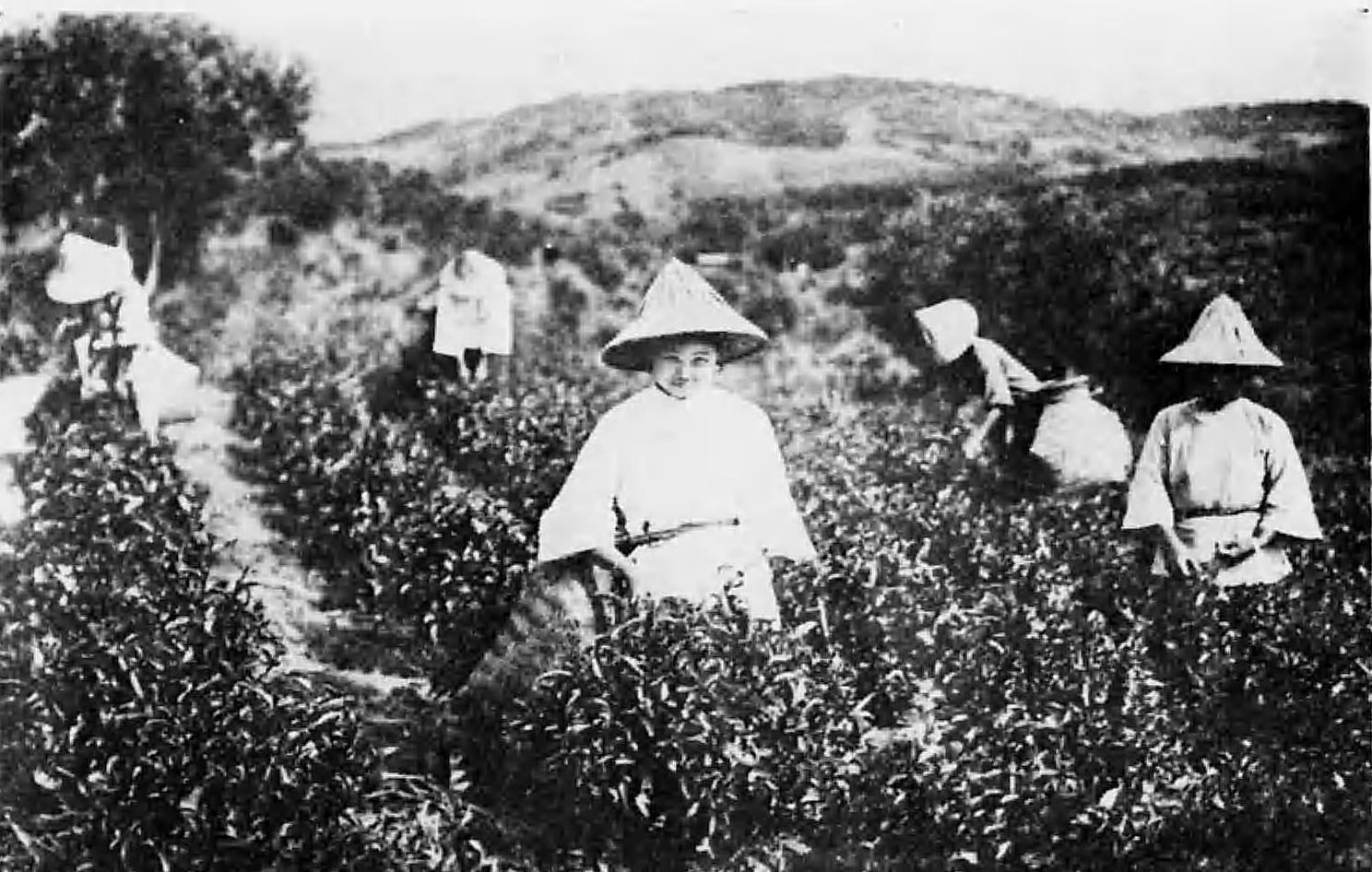
Plantation de thé à Taïwan, vers 1933. Photographie du bureau du gouverneur général de Taïwan

Au début du 20e siècle, l'agronome japonais Arai Kokichiro (ja) introduit la variété de théier assamica et l'acclimate, permettant ainsi la production industrielle de thé noir à destination du marché anglais. En 1903, le gouvernement japonais, qui colonise Taïwan depuis 1895, fonde la station expérimentale de manufacture du thé, devenue depuis la station de recherche et de développement sur le thé ; celle-ci formalise plusieurs centaines de cultivars dont douze cultivars principaux et marque durablement le thé à Taïwan, orienté, comme au Japon, par une classification par cépage et non pas par terroir, comme en Chine continentale.  La colonisation japonaise oriente la production de l'île vers l'exportation du  thé vert en plus du thé noir. En 1908 commence l'exportation de thé noir vers la Turquie et la Russie ; en 1934, le thé noir est celui le plus majoritairement exporté de l'île, avec plus de 3 000 tonnes.

### À partir de 1945
La reprise de Taïwan par la Chine s'accompagne d'un changement dans les techniques de production : notamment, le thé vert n'est plus chauffé à la vapeur mais à sec. La variété des thés verts produits se développe, avec l'apparition de gunpowder et de Chun Mee à destination de l'Algérie, du Maroc et de l'Afghanistan.
Au milieu des années 1970, face à la concurrence de la production chinoise sur les thés noirs et verts d'entrée de gamme, le gouvernement taïwanais décide d'une réorientation majeure de la stratégie de production du thé : réorientation de la production vers le marché local, augmentation de la qualité, mise au point de grands crus. Cette politique n'est pas uniquement agricole ou économique, mais vise aussi à augmenter le sentiment nationaliste à Taïwan. Ce changement de politique marginalise la production de thé vert et de thé noir, le pays se focalisant quasi exclusivement sur les oolongs.

## Production
En raison de l'influence de la colonisation japonaise, la production taïwanaise est essentiellement regroupée en cépages correspondant aux principaux cultivars.

### Types de thés
Les oolongs taïwanais sont regroupés en trois catégories : les Baozhong, faiblement oxydés, les Wu Long en perles, et les Bai Hao Wu Long oxydés à plus de 60%.

### Cultivars
Le chin hsin (traduction: « cœur vert ») est l'un des plus anciens et est cultivé en altitude, lui assurant une croissance lente et donc le temps de développer des arômes complexes ; il sert à la fabrication du Dongding.
Le si ji (traduction « quatre saisons »), un des rares cultivars à ne pas avoir été créé par la station de recherche et de développement sur le thé mais par un paysan taiwanais par hybridation entre un chin hsin et un plant issu des monts Wuyi ; il est particulièrement apprécié car il se récolte toute l'année.
L'assam #8, mis au point dans les années 1920 était utilisé pour produire du thé noir en grande quantité jusque dans les années 1970.
Le chin hsin da mao (traduction: « cœur vert à la grande nuissance »), est un cultivar développé dans les années 1960 pour le thé oriental beauty. Son profil aromatique particulier vient de la réaction de la plante à la cicadelle de Formose (en) : lorsque l'insecte mange le théier, celui-ci réagit en produisant du glycol et une huile essentielle douce-amer et la pointe des feuilles blanchit, d'où le surnom de«  oolong à la pointe blanche ». La culture du chin hsin da mao est donc adaptée à cette synergie : pas de pesticides pour ne pas tuer la cicadelle, culture en plaines et en forêt, récolte au milieu de l'été au moment où l'insecte commence à mordre les feuilles. 

Le rubis #18, issue d'une hybridation entre un théier birman et un un théier taïwanais, est essentiellement cultivé autour du lac Riyue pour la production d'un thé noir haut de gamme. 

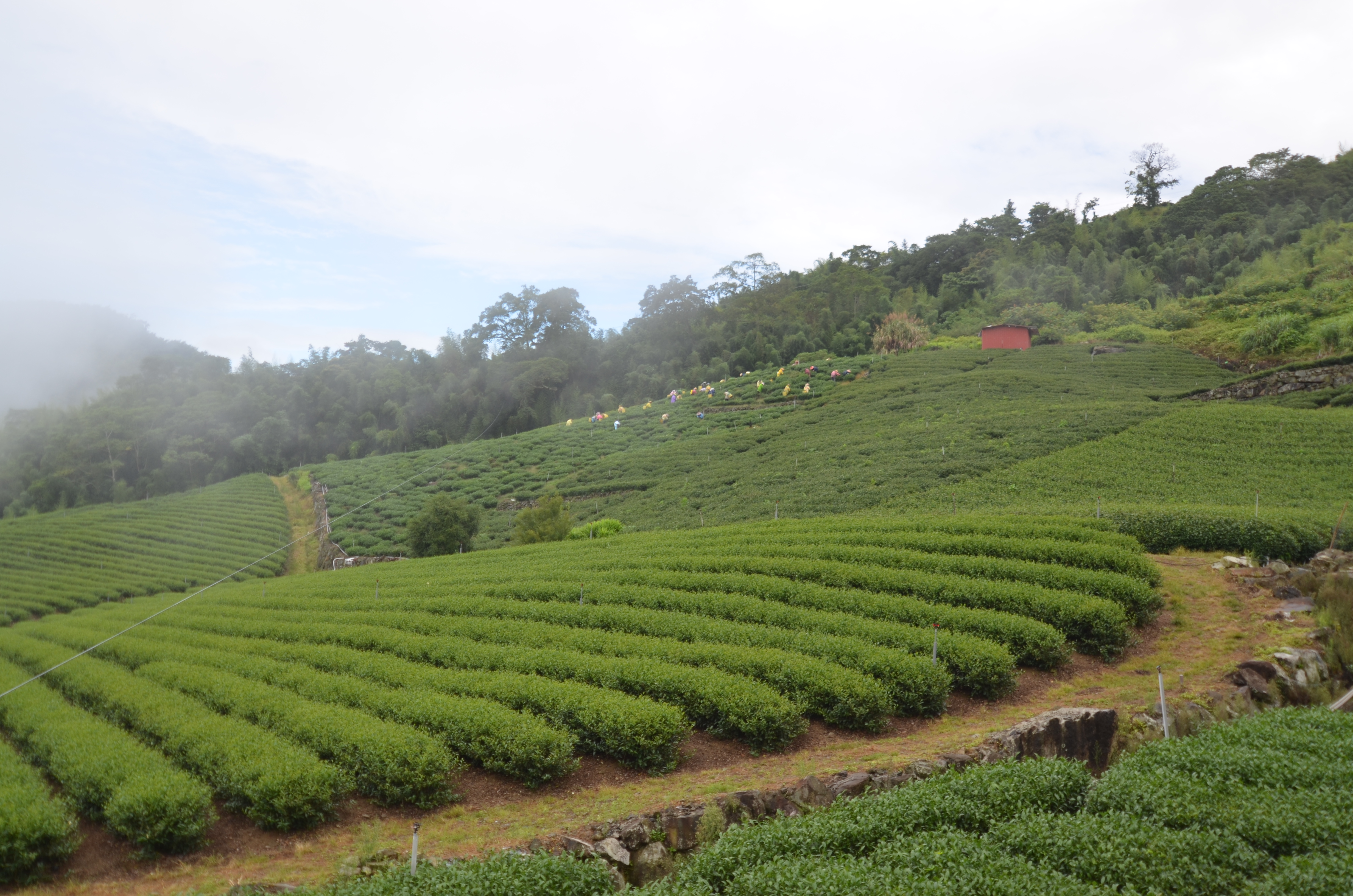
Plantation de thé à Alishan

Le jin xuan (traduction : hémérocalle d'or), aussi connu comme cultivar #12, est le plus populaire des cultivars à Taïwan ; il sert notamment en altitude, notamment aux monts Alishan, en alternative plus rustique que le chin hsin, ou en soit, pour ses saveurs lactées. Il a été mis au point dans les années 1980. 
Le cui yu (traduction : jade bleu), aussi connu comme cultivar #13, est mis au point dans les années 1980 et donne aux oolongs des saveurs crémeuses et florales.

### Lieux de production
L'île offre fraîcheur, humidité et altitude, trois conditions très favorables à la culture de thé de qualité.
La moitié de la production vient du district de Nantou ; celui-ci produit essentiellement des thés en perle, en particulier du dongding autour du village de Lu Gu et du Gao Shan Cha (thé de haute montagne) dans le massif du Shan Lin Xi. D'autres thés de haute montagne sont produits dans le district de Chiayi.
Dans le district de Taipei sont produits des thés verts de qualité médiocre et les baozhong, tandis que le district de Hsinchu produit les thés oxydés à plus de 60%. D'autres plantations existent à Taitung, Taoyuan et Miaoli.

## Commerce
Si, dans les années 1980, plus de 80% de la production taïwanaise de thé est destinée à l'export, ce chiffre baisse pour atteindre à peine 15% dans les années 2010. Depuis 1991, l'île est davantage importatrice qu'exportatrice de thés, en provenance majoritairement de Chine continentale.

## Consommation
Outre les oolongs, la consommation à Taïwan comprend, en particulier dans les restaurants, les thés verts et les thés au jasmin ainsi que, depuis les années 2000, un engouement accru pour le pu-erh.
La consommation du thé se fait à tout moment : dans la rue avec les bubble tea, au travail, à la maison, ou dans des maisons de thé qui sont d'importants lieux de sociabilité.
Sans doute grâce à l'influence de la culture japonaise du thé, Taïwan raffine le gon fu cha pour en faire une véritable cérémonie de dégustation, y ajoutant l'étape de la tasse à sentir.

### Maisons de thé
Les maisons du thé de Taïwan occupent plusieurs fonctions sociales. Pour les plus anciennes d'entre elles, créées dans les années 1970, elles occupent le même rôle que les maisons de thé chinoises dont elles descendent, et sont fréquentées essentiellement par des personnes âgées. Dans ces maisons de thé, dont la plus célèbre est le Lu Yu Tea Art Center tout le monde se connait, et une attention très forte est portée à l'excellence des feuilles de thé, de l'eau utilisée, des instruments et des gestes.

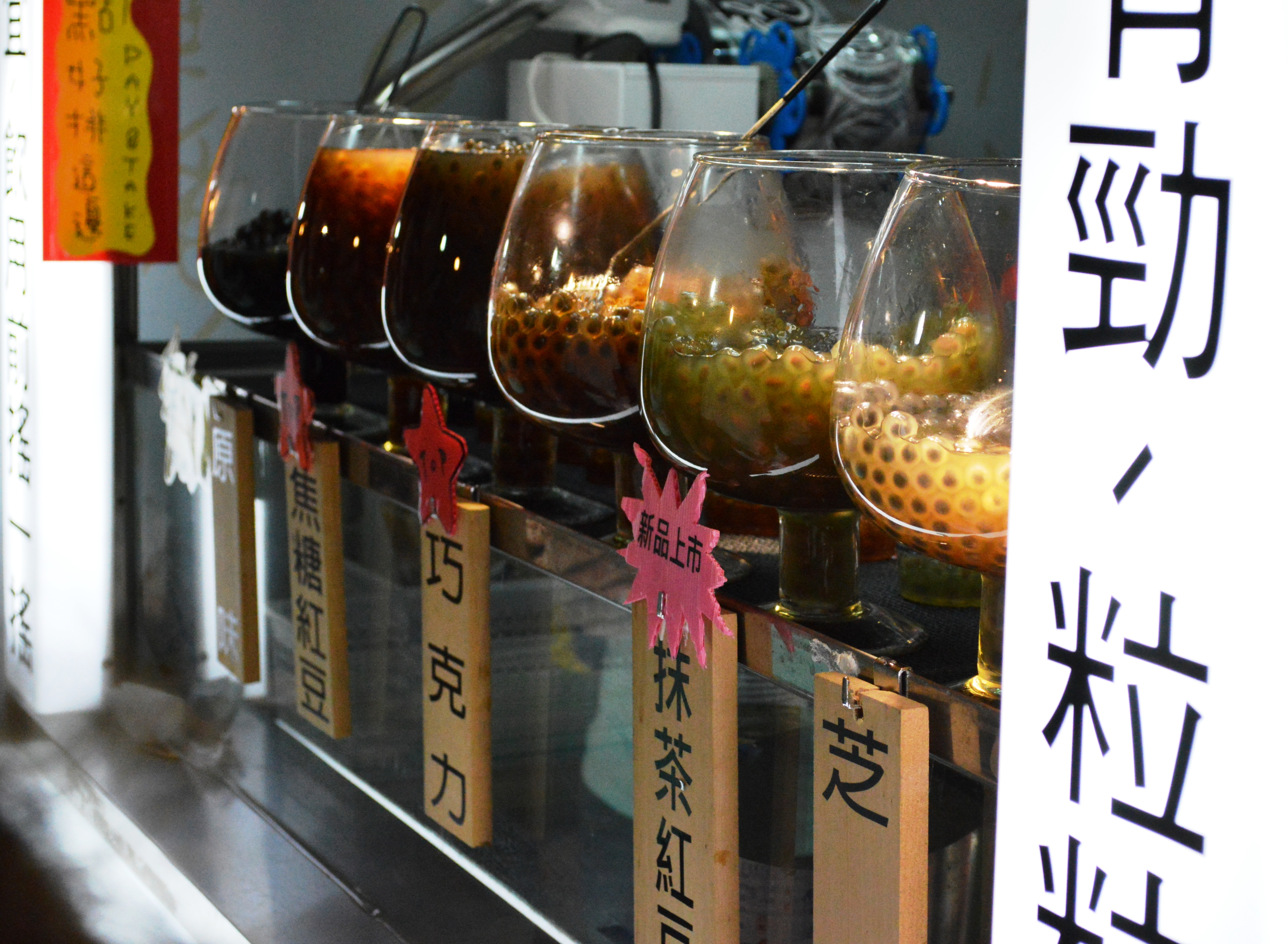
Différentes perles de tapioca entrant dans la consommation du bubble tea,, district de Songshan

A la fin 1980 apparaît la vague du bubble tea, concept ensuite exporté dans les autres pays consommateurs de thé. Au milieu des années 1990 apparaissent de nouvelles maisons de thé, à l'esthétique inspirée des maisons de thé anglaises sans servir de thé à l'anglaise, et fréquentées par une clientèle jeune. Ces maisons de thé sont en concurrence directe avec les cafés, notamment ceux de Starbucks.